# Акоста Мартинес, Пилар
Пилар Акоста Мартинес (исп. Pilar Acosta Martínez; 21 февраля 1938, Тихола — 27 октября 2006, Севилья) — испанский археолог, исследовавшая наскальную живопись и доисторический период Юга Испании и Западной Сахары.

## Биография
Родилась в семье учителей Хосе Акосты и Пресенты Мартинес. Получив степень бакалавра в мадридском Институте Изабеллы Католички, Акоста поступила в Гранадский университет, где получила степень лиценциата философии и литературы. Закончив обучение на историческом факультете она стала обладателем диплома с отличием и специального приза. В этом же университете, в 1966 году она под руководством археолога Мануэля Пельисера защитила докторскую диссертацию по теме «Схематичная наскальная живопись Латинской Америки». Также Акоста Мартинес являлась научным сотрудником и преподавателем в ряде испанских учебных заведений.

## Публикации
Основными темами исследований Акосты были наскальная живопись и доисторический период в истории Канарских островов, Андалусии и Западной Сахары. Среди её публикаций наиболее выделяются:
- La pintura rupestre esquemática en España (Salamanca, 1968)
- El arte rupestre del Sáhara Occidental (Tabona I, 1972, y Tabona II, 1973)
- La cueva de la Arena de Tenerife (An. Est. Atlant. 22, 1976)
- El neolítico y el calcolítico de la Cueva de la Dehesilla (Algar, Cádiz) (Jerez, 1990)
- Los túmulos funerarios preislámicos del Sáhara Occidental (Tabona VII, 1991).